# Eliseo Chorda
Eliseo Chorda Mulet (¿?-Alicante, 26 de agosto de 1939) fue un militar español que luchó en la guerra civil española a favor de la República.

## Biografía
Nacido en Castellón, comandante del ejército retirado en 1925 y que fue iniciado en 1928 en la logia Numancia n.º 3 de Alicante (Donde utilizaba el seudónimo de Robespierre). Procedente del radicalismo, pasó por el PRRS y el PRRSI antes de militar en Izquierda Republicana en 1934. Fue detenido en octubre de 1934 y al año siguiente era Secretario de la Junta Provincial de Alicante de la Liga Española de los Derechos del Hombre.
Al iniciarse la guerra en julio de 1936 estaba retirado, y se reincorporó como comandante, aunque pronto fue ascendido a coronel. Su primer destino es al frente del batallón de Castellón n.º 1, unidad que formaba parte del Ejército de Voluntarios que en agosto y septiembre de 1936 intentó crear la República, bajo la organización de Martínez Monje, para oponerse a los sublevados. En dicho puesto permaneció hasta finales de 1936, siendo sustituido por el comandante Calvo.
En enero de 1937 se le da el mando de una agrupación que se está creando en la zona de Chinchón, en el frente del Jarama, que tiene como objetivo atacar a los sublevados y cortar la carretera de Madrid a Toledo. A principios de febrero su unidad pasa a llamarse Agrupación de Morata —compuesta por las brigadas 18.ª, 24.ª y XII—, contando con el comandante Joaquín Otero como jefe de Estado Mayor, y con el comunista Sebastián Zapirain Aguinaga como comisario. Al producirse el ataque rebelde sobre el Jarama su unidad luchará por defender la línea del río entre el puente del Pindoque y San Martín de la Vega. Hacia el 14 de febrero es herido, y sustituido por el general «Gal».
El 9 de mayo de 1937 es nombrado jefe de la subinspección de Transportes, dentro del recién creado servicio de Inspección del Ejército dirigido por el coronel Evelio Jiménez Orge.
Al finalizar la guerra fue detenido en el puerto de Alicante y juzgado en consejo de guerra sumarísimo de urgencia del Juzgado Militar n.º 1 de Alicante, que le condenó a muerte, siendo fusilado el 26 de agosto de 1939. Le fue incoado el sumario 316/1947 por el Juzgado Especial n.º 2 del TERMC, siendo sobreseído definitivamente el sumario por el Tribunal mediante auto fechado el 14 de junio de 1948, al tenerse constancia de su ejecución

## Obras consultadas
- Salas Larrazábal, Ramón (2006). Historia del Ejército Popular de la República. Madrid, La Esfera de los libros. 84-9734-465-0.

- Datos: Q5829602